# ウィリアム・プリディ
ウィリアム・レイド・プリディ（William Reid Priddy, 1977年10月1日 - ）は、アメリカ合衆国の男子バレーボールおよびビーチバレー選手。バージニア州リッチモンド出身。アメリカ代表。

## 来歴
出身地のリッチモンドからフロリダに移住した後、サマースクールの体育でバレーボールを始める。1994年にはアリゾナ州の高校選抜チームにも招集され、1995年にはセッターとして高校を州優勝に導いている。高校卒業後はいくつかの大学から誘いがあったがロヨラ・メリーマウント大学に進学し2000年に卒業した。
その後はイタリア、オーストリア、ギリシャ、韓国、ロシア、トルコと世界各国のクラブチームでプレイしており、現在はトルコのハルクバンク・アンカラに所属している。また2000年から2006年はビーチバレー選手としてもAVPツアーをまわっていた。
代表選手としては2008年北京オリンピックにおいてメダル獲得に貢献した。

## 特徴
前衛・後衛のいずれからも攻撃に参加でき、守備にも長けたオールラウンドな能力を持つ。若手の台頭著しい代表チームにおいても守備の要としてスターターに名を連ねており、コート内外でベテランとしてチームの精神的支柱を担っている。